# Günther Assmann
Günther Assmann (* 8. Mai 1900 in Stendal; † 17. Januar 1987 in Potsdam) war ein deutscher Offizier der Nationalen Volksarmee, Autor und NDPD-Funktionär.

## Leben

### Militärische Karriere
Assmann trat 1917 in die preußische Armee ein und diente im Ersten Weltkrieg. Nach Ausrufung der Weimar Republik trat er als Berufsoffizier der Reichswehr bei und erhielt am 1. April 1926 das Patent zum Leutnant im 11. Sächsischen-Infanterie-Regiment. Er stieg am 1. Februar 1928 zum Oberleutnant in der 1. Preußischen Sanitätsabteilung in Königsberg auf. In dieser Zeit veröffentlichte er sein bekanntes Werk Unser Reichsheer, welches sowohl national als auch international Anklang fand. Im Zweiten Weltkrieg stieg Assmann bis 1941 zum Chef des Stabes in der 24. Infanterie-Division, welche damals Teil der 17. Armee war, auf. Im weiteren Laufe des Krieges wurden ihm das Deutsche Kreuz in Silber und die Spange zum Eisernen Kreuz I. Klasse verliehen. Assmann wirkte nachfolgend ab 1942 als Oberquartiermeister in der deutschen Heeresmission in Rumänien. 1944 wirkte er als Chef des Stabes beim Wehrmachtbefehlshaber für die besetzten Gebiete von Belgien und Nordfrankreich. Ab November war er Verbindungsoffizier im Stab des bevollmächtigten Generals der deutschen Wehrmacht in Ungarn und geriet so im Range eines Obersten im Generalstab in sowjetische Kriegsgefangenschaft.

### DDR-Zeit
Im Jahre 1949 wurde Assmann aus der Gefangenschaft entlassen und ließ sich in der neugegründeten Deutschen Demokratischen Republik nieder, wo er prompt Mitglied der NDPD wurde. In dieser Zeit wurde Assmann auch als Gesellschaftlicher Mitarbeiter des MfS unter dem Decknamen Gustav Ackermann angeworben. Doch bald schon trat er als einer der ersten ehemaligen Wehrmachtsoffizier in die neugegründete Kasernierte Volkspolizei ein, in der er bis 1954 als Oberoffizier in der historischen Abteilung im Stab der Kasernierten Volkspolizei diente. Danach wurde er die NVA übernommen, wo er bis zuletzt als stellvertretender Leiter der Abteilung Militärwissenschaft im Ministerium für Nationale Verteidigung im Range eines Obersts diente.
Im Jahre 1955 unterschrieb er in Leipzig mit zahlreichen anderen ehemaligen Wehrmachtsoffizieren und NSDAP-Funktionären, darunter Wilhelm Adam, Siegfried Dallmann, Egbert von Frankenberg und Proschlitz, Otto Korfes, Arno von Lenski, Vincenz Müller, Wilhelm Feldmann und Jonny Löhr einen offenen Brief an alle ehemaligen NSDAP-Funktionäre und Wehrmachtssoldaten in Westdeutschland um eine Ansiedlung in der DDR. Nach der Gründung des Militärgeschichtlichen Instituts der DDR im Jahre 1958 wurde Assmann als einer der ersten Mitarbeiter dorthin versetzt, da das Politbüro der SED nun endgültig sämtliche ehemalige Wehrmachtsoffiziere aus der NVA entfernen wollte. Ab 1959 wirkte Assmann als Vorsitzender des NDPD-Kreisverbandes Potsdam, eine Position, die er bis 1972 hielt.

## Werke
- Unser Reichsheer: Aufgaben, Organisation, Bekleidg, Ausrüstg, Stammtruppenteile. Verlag für Kunst und Wissenschaft, 1931[17]
- Mitarbeit an Beiträge zur Militärökonomie. 1976, Militärverlag der Deutschen Demokratischen Republik